# IC 388/1
IC 388/1 је галаксија у сазвијежђу Еридан која се налази на листи објеката дубоког неба у Индекс каталогу.
Деклинација објекта је - 7° 18' 15" а ректасцензија 4h 41m 52,4s. Привидна величина (магнитуда) објекта IC 388 износи 15,2 а фотографска магнитуда 16,2. IC 3881 је још познат и под ознакама NPM1G -07.0167, PGC 1021211.